# Druga liga Srbije i Crne Gore u fudbalu
Druga liga Srbije i Crne Gore (srb. Друга лига Србије и Црне Горе) powstała w 1992 roku jako Druga liga SR Јugoslavije – jedna z lig po rozpadzie Socjalistycznej Jugosławii. Była drugą piłkarską klasą rozgrywkową w Federalnej Republice Jugosławii, a później od 2003 roku w Serbii i Czarnogórze jako Druga liga Srbije i Crne Gore (4 lutego 2003 roku – FR Jugosławii została rozwiązana, a w jej miejscu powstało państwo związkowe Serbia i Czarnogóra). Przed startem sezonu 2004/05 liga zmieniła nazwę z Druga liga Srbije i Crne Gore na Prva liga Srbije i Crne Gore.
Liga została rozwiązana w 2006 roku (w wyniku przeprowadzonego 21 maja 2006 referendum niepodległościowego zadeklarowano zerwanie dotychczas istniejącej federacji Czarnogóry z Serbią, w związku z tym po sezonie 2005/06 wszystkie czarnogórskie zespoły wystąpiły z ligi Serbii i Czarnogóry). W ostatnim sezonie 2005/06 na zapleczu Super ligi Srbije i Crne Gore występowało 30 drużyn, które grały w 2 grupach: serbskiej (20 drużyn) oraz czarnogórskiej (10 drużyn).

## Sezony

### lata 1992-96
| Sezon   | Mistrz               | Wicemistrz           | 3. miejsce             |
| ------- | -------------------- | -------------------- | ---------------------- |
| 1992/93 | FK Jastrebac Niš     | FK Sloboda Užice     | FK Rudar Pljevlja      |
| 1993/94 | FK Borac Čačak       | FK Obilić Belgrad    | FK Novi Pazar          |
| 1994/95 | FK Mladost Lučani    | FK Čukarički Belgrad | FK Mladost Bački Jarak |
| 1995/96 | FK Budućnost Valjevo | OFK Kikinda          | FK Železnik Belgrad    |

- w sezonie 1993/94 wygrał swoje mecze barażowe i z 4. miejsca awansował FK Loznica.
- w sezonie 1995/96 w związku z powiększeniem ilości drużyn grających w Prvej lidze SR Јugoslavije do 24. zespołów z 4. miejsca awansował FK Spartak Subotica, a z 5. miejsca awansował FK Rudar Pljevlja oraz z 11. awansował FK Sutjeska Nikšić (jako najlepsza drużyna grupy spadkowej).

### lata 1996-99
| Sezon   | Region         | Mistrz                | Wicemistrz             | 3. miejsce                |
| ------- | -------------- | --------------------- | ---------------------- | ------------------------- |
| 1996/97 | Zapad (Zachód) | FK Sartid Smederevo   | FK Radnički Kragujevac | FK Čelik Nikšić           |
| 1996/97 | Istok (Wschód) | FK Priština           | FK Palilulac Belgrad   | FK Radnički Pirot         |
| 1997/98 | Zapad (Zachód) | FK Mogren Budva       | FK Čelik Nikšić        | FK Mladi Radnik Požarevac |
| 1997/98 | Istok (Wschód) | FK Milicionar Belgrad | FK Zvezdara Belgrad    | FK Mladost Apatin         |
| 1998/99 | Zapad (Zachód) | FK Borac Čačak        | FK Sutjeska Nikšić     | FK Bane Raška             |
| 1998/99 | Istok (Wschód) | FK Čukarički Belgrad  | FK Hajduk Belgrad      | FK Zvezdara Belgrad       |

- W marcu 1999 rozpoczęły się naloty sił NATO na FR Jugosławii (Operacja Allied Force), wskutek których doszło do przerwania rozgrywek sezonu 1998/99 po 21 kolejkach. Rozgrywki nie zostały dokończone, a do Prvej ligi SR Јugoslavije awansowały po dwie czołowe drużyny każdej grupy w trakcie przerwania rozgrywek.

### lata 1999-2004
| Sezon   | Region          | Mistrz                       | Wicemistrz                 | 3. miejsce                  |
| ------- | --------------- | ---------------------------- | -------------------------- | --------------------------- |
| 1999/00 | Sjever (Północ) | FK Belgrad                   | RFK Novi Sad               | FK Radnički Belgrad         |
| 1999/00 | Zapad (Zachód)  | FK Zeta Golubovci            | FK Mladost Lučani          | FK Novi Pazar               |
| 1999/00 | Istok (Wschód)  | FK Napredak Kruševac         | FK Železničar Lajkovac     | FK Budućnost Valjevo        |
| 2000/01 | Sjever (Północ) | FK Mladost Apatin            | FK Proleter Zrenjanin      | FK Radnički Belgrad         |
| 2000/01 | Zapad (Zachód)  | FK Mladost Lučani            | FK Borac Čačak             | FK Železničar Lajkovac      |
| 2000/01 | Istok (Wschód)  | FK Zvezdara Belgrad          | FK Hajduk Belgrad          | FK Dubočica Leskovac        |
| 2000/01 | Jug (Południe)  | FK Rudar Pljevlja            | FK Bokelj Kotor            | FK Mogren Budva             |
| 2001/02 | Sjever (Północ) | FK Radnički Obrenovac        | FK Budućnost Banatski Dvor | RFK Novi Sad                |
| 2001/02 | Zapad (Zachód)  | FK Javor Ivanjica            | FK Borac Čačak             | FK Bane Raška               |
| 2001/02 | Istok (Wschód)  | Radnički Nisz                | FK Napredak Kruševac       | OFK Mladenovac              |
| 2001/02 | Jug (Południe)  | FK Mogren Budva              | FK Budućnost Podgorica     | FK Mornar Bar               |
| 2002/03 | Sjever (Północ) | FK Budućnost Banatski Dvor   | FK Mladost Apatin          | FK Radnički Belgrad         |
| 2002/03 | Zapad (Zachód)  | FK Borac Čačak               | FK Bane Raška              | FK Šumadija 1903 Kragujevac |
| 2002/03 | Istok (Wschód)  | FK Napredak Kruševac         | FK Mladi Radnik Požarevac  | FK Timok Zaječar            |
| 2002/03 | Jug (Południe)  | FK Kom Podgorica             | FK Bokelj Kotor            | FK Budućnost Podgorica      |
| 2003/04 | Sjever (Północ) | FK Radnički Belgrad          | FK Mladost Apatin          | RFK Novi Sad                |
| 2003/04 | Zapad (Zachód)  | FK Čukarički Stankom Belgrad | FK Rad                     | FK Jedinstvo Ub             |
| 2003/04 | Istok (Wschód)  | FK Hajduk Belgrad            | OFK Nisz                   | Radnički Nisz               |
| 2003/04 | Jug (Południe)  | FK Budućnost Podgorica       | FK Bokelj Kotor            | FK Grbalj Radanovići        |

- po zakończeniu rozgrywek sezonu 1999/2000 mistrz grupy Sjever (Północ) FK Belgrad zrezygnował z awansu do Prvej ligi SR Јugoslavije, dzięki czemu w jego miejsce w Prvej lidze utrzymał się FK Sartid Smederevo, jako najwyżej sklasyfikowany spadkowicz.
- 4 lutego 2003 – Federalna Republika Jugosławii została rozwiązana, a w jej miejscu powstało państwo związkowe nazwane Serbią i Czarnogórą, w związku z tym od sezonu 2003/04 Druga liga SR Јugoslavije zmieniła nazwę na Druga liga Srbije i Crne Gore.
- Przed startem sezonu 2004/05 liga zmieniła nazwę z Druga liga Srbije i Crne Gore na Prva liga Srbije i Crne Gore.

### lata 2004-06
| Sezon   | Region     | Mistrz                     | Wicemistrz         | 3. miejsce           |
| ------- | ---------- | -------------------------- | ------------------ | -------------------- |
| 2004/05 | Serbia     | FK Budućnost Banatski Dvor | FK Javor Ivanjica  | FK Rad               |
| 2004/05 | Czarnogóra | FK Jedinstvo Bijelo Polje  | FK Kom Podgorica   | FK Dečić Tuzi        |
| 2005/06 | Serbia     | FK Bežanija                | FK Mladost Apatin  | FK Čukarički Belgrad |
| 2005/06 | Czarnogóra | FK Rudar Pljevlja          | FK Sutjeska Nikšić | FK Kom Podgorica     |

- w sezonie 2004/05 z 12. miejsca do Super ligi Srbije i Crne Gore awansował FK Voždovac (w czerwcu 2005 klub połączył się z występującym w Super  lidze klubem FK Železnik Belgrad, gdzie zajął jego miejsce).
- W wyniku przeprowadzonego 21 maja 2006 referendum niepodległościowego zadeklarowano zerwanie dotychczas istniejącej federacji Czarnogóry z Serbią (Serbia i Czarnogóra). W związku z tym po sezonie 2005/06 wszystkie czarnogórskie zespoły wystąpiły z ligi Serbii i Czarnogóry, a od nowego sezonu 2006/07 razem z trzema występującymi w Super lidze Srbije i Crne Gore klubami: FK Zeta Golubovci, FK Budućnost Podgorica oraz FK Jedinstvo Bijelo Polje przystąpiły do rozgrywek Prvej crnogorskiej ligi.

## Drużyny występujące w sezonie 2005/06

### grupa serbska
| Klub                         | Miasto               |
| ---------------------------- | -------------------- |
| FK BASK Belgrad              | Belgrad-Czukarica    |
| FK Bežanija                  | Belgrad-Nowy Belgrad |
| FK ČSK Pivara Čelarevo       | Čelarevo             |
| FK Čukarički Stankom Belgrad | Belgrad-Czukarica    |
| FK Jedinstvo Ub              | Ub                   |
| FK Mačva Šabac               | Šabac                |
| FK Mladost Apatin            | Apatin               |
| FK Napredak Kruševac         | Kruševac             |
| FK Novi Pazar                | Novi Pazar           |
| FK PSK Pančevo               | Pančevo              |
| FK Radnički Kragujevac       | Kragujevac           |
| Radnički Nisz                | Nisz                 |
| FK Radnički Pirot            | Pirot                |
| FK Sevojno                   | Sevojno              |
| FK Spartak Subotica          | Subotica             |
| FK Srem Sremska Mitrovica    | Sremska Mitrovica    |
| FK Vlasina Vlasotince        | Vlasotince           |
| OFK Mladenovac               | Belgrad-Mladenovac   |
| OFK Nisz                     | Nisz                 |
| RFK Novi Sad                 | Nowy Sad             |

### grupa czarnogórska
| Klub                 | Miasto           |
| -------------------- | ---------------- |
| FK Bokelj Kotor      | Kotor            |
| FK Dečić Tuzi        | Tuzi             |
| FK Grbalj Radanovići | Radanovići       |
| FK Kom Podgorica     | Podgorica        |
| FK Mogren Budva      | Budva            |
| FK Mornar Bar        | Bar              |
| FK Rudar Pljevlja    | Pljevlja         |
| FK Sutjeska Nikšić   | Nikšić           |
| FK Zora Spuž         | Spuž             |
| OFK Petrovac         | Petrovac na Moru |